# Teritorium Nebraska
Teritorium Nebraska (anglicky: Nebraska Territory) bylo organizované začleněné území Spojených států amerických, které existovalo od roku 1854 do roku 1867, kdy byl finální rozsah teritoria přijat do Unie jako stát Nebraska. Teritorium vzniklo na základě zákona Kansas-Nebraska Act v roce 1854.

## Dějiny
Území teritoria bylo původně součástí Louisiany, kterou Spojené státy koupili od Francie v roce 1804. Od začátku 19. století do roku 1867 bylo v teritoriu založeno několik obchodních stanic, pevností a městeček. Mezi prvními byla pevnost Fontenelle's Post, založena na místě současného Bellevue v roce 1806. Z nejdůležitějších současných měst Omaha City bylo založeno v roce 1854, Nebraska City a Kearney byly začleněny v roce 1855. Vesnice Lancaster, později pojmenována Lincoln, byla založena v roce 1856, společně s městečky Saratoga, South Nebraska City a Florence.
V roce 1860 vycházelo na území teritoria dvanáct týdeníků, jeden dvoutýdeník a jeden měsíčník. Publikace vycházely s nákladem 9 750 výtisků.[zdroj?]

## Územní vývoj
Po svém vzniku teritorium zahrnovalo území větší části severních Velkých planin, značnou část horního údolí řeky Missouri a východní části severních Skalnatých hor. Teritorium Nebraska se postupně zmenšovalo vznikem nových teritorií v 60. letech 19. století.
Teritorium Colorado vzniklo 28. února 1861 z části území jižně od 41° severní šířky a západně od 102°03′ západní délky. Součástí teritoria byli částí teritorií Kansas, Nové Mexiko a Utah.
2. března 1861 vzniklo teritorium Dakota. Území zahrnovalo všechny části teritoria Nebraska severně od 43° severní šířky (současná hranice Nebrasky a Jižní Dakoty), spolu s územím současné Nebrasky mezi 43° severní šířky a řekami Keya Paha a Niobrara (toto území ale bylo vráceno Nebrasce v roce 1882). Zákon o vzniku teritoria Dakota zahrnoval také ustanovení o odevzdání malých částí teritoria Utah a teritoria Washington Nebrasce — současný jihozápadní Wyoming, ohraničený 41° severní šířky, 110° 03′ západní délky, 43° severní šířky a hranicí povodí Tichého a Atlantského oceánu. Tyto části území nebyly součástí koupě Louisiany, byly součástí Oregon Country a staly se součástí Spojených státu v roce 1846.
3. března 1863 vzniklo teritorium Idaho na veškerém území teritoria západně od 104° 03′ západní délky.